# Declan Galbraith
Declan John Galbraith (sinh ngày 19 tháng 12 năm 1991 tại Hoo St Werburgh, Kent) là ca sĩ người Anh gốc Ireland và Scotland. Anh là người nổi tiếng với khả năng kiểm soát và điều khiển được phạm vi giọng hát của mình, cũng như có thể thể hiện và thích ứng được với các thể loại nhạc khác nhau.

## Ảnh hưởng sớm
Khi Declan còn nhỏ, ông nội của anh (người chơi nhiều nhạc cụ trong một ban nhạc) đã đưa anh đến những buổi hòa nhạc của ông là Fleadhs. Anh đã được tham gia biểu diễn và sự pha trộn giữa âm nhạc truyền thống Ireland và Scotland đã tạo nguồn cảm hứng và tác động mạnh mẽ đến Declan cho những tác phẩm ra đời sau này.

## Sự nghiệp âm nhạc
Tài năng của Declan được công chúng công nhận lần đầu tiên khi anh mới 7 tuổi, trong lần biểu diễn tại lễ hội thường niên Rochester Dickens (lễ hội diễn ra trong hai ngày), một lễ hội mà mọi người có thể tự do nhảy múa và mặc những trang phục của thời đại Victorian nhằm để tôn vinh sự nghiệp của nhà văn Charles Dickens. Declan lúc đó đã mặc một bộ trang phục hình ống khói và cất cao giọng hát khiến đám đông phải ngây ngất và nhiệt liệt ủng hộ. Ngay sau lễ hội đó, Declan đã tham gia vào nhiều cuộc thi của địa phương và chỉ trong một năm cậu đã giành được 15 danh hiệu và nhận được tiền thưởng hơn 1.000 bảng Anh.
Qua một thời gian dài, Declan đã bắt đầu đi trên con đường âm nhạc thực thụ. Mẹ của Declan là Siobhan Galbraith nói rằng: "Là bậc cha mẹ, mối lo lớn nhất của tôi là bảo đảm dù cho Declan có tài năng và thành công nhưng con tôi vẫn có được một tuổi thơ như bao đứa trẻ khác. Chúng tôi biết cậu bé có 1 tài năng phi thường trong ca hát và cậu sẽ đạt được thành công hơn nữa."
Với thành công vang dội tại các cuộc thi tài năng, nhiều công ty thu âm nổi tiếng đã sớm biết đến Declan và anh đã ký hợp đồng làm việc tại Anh. "Walking in the Air" chính là bản thâu âm đầu tiên của anh, nằm trong một album tuyển tập các bài hát giáng sinh. Trong album còn có các ca khúc của Westlife, Elton John và Elvis Presley. Declan thích hát trên sân khấu trước nhiều khán giả. Trong số các buổi biểu diễn của anh thì lần đáng nhớ nhất là buổi Queen's Jubilee tại St Paul's Cathedral, khi mà anh hát bài "Amazing Grace" cùng với St Paul’s Choir và một kỷ niệm khó quên nữa là anh đã biểu diễn trước 22.000 khán giả trong buổi hòa nhạc của Elton John.
Declan nói: "Cho đến bây giờ tôi đã cảm nhận được niềm đam mê ca hát của mình. Hiện tại tôi chơi ghi-ta và piano cũng như bắt đầu sáng tác các bài hát của riêng mình, tôi hi vọng sẽ sớm có 1 album thâu âm toàn bộ các bài hát mình sáng tác. Đến một ngày nào đó tôi cũng sẽ phát triển thêm các kỹ năng khác của mình và đó có lẽ là khả năng diễn xuất."
Album đầu tiên của anh - Declan, với những bài hát truyền thống của đất nước Ailen và một số ca khúc đặc biệt khác mà các nhạc sĩ viết cho cậu đã mang đến thành công lớn và tên tuổi cậu cùng các bài hát luôn có mặt trên các bảng xếp hạng Anh và Ailen. Trong năm phát hành album này, Declan bán ra được hơn 200.000 bản tại Đức.
Một thành công lớn nữa đến với Declan là trong chuyến lưu diễn vòng quanh nước Anh cùng các ca sĩ trẻ với những buổi diễn phá kỷ lục thế giới Guinness. Đó là khi Declan hát với 10.000 trẻ em tại sân vận động Odyssey Arena, Belfast vào tháng 12,2002. Buổi diễn được kết nối trực tiếp qua sóng radio, cũng như qua vệ tinh với hơn 80.000 thiếu nhi tại các trường học trên toàn nước Anh, tất cả cùng với Declan lập kỷ lục về việc hát một bản hợp ca với nhiều người tham gia nhất trên thế giới.
Sự nổi tiếng và đặc biệt là tài năng phi thường đã giúp Declan ký hợp đồng với Haim Saban (một người có thế lực trong ngành truyền thông) và giám đốc Ron Kenan. Đức là nơi họ chọn đầu tiên để phát hành album đầu tiên mà họ sản xuất với nhãn hiệu Starwatch Music. Declan đã trình bày một loạt những bài hát nổi tiếng trước đó theo phong cách riêng của mình.

## Danh sách album và đĩa hát

### Albums
- Declan (2002)
- Thank You (2006)
- You and Me (2007)

### Đĩa đơn
- "Tell me why" (2002)
- "Love of My Life" (2007)
- "Ego You" (2007)